# Canneto sull'Oglio
Canneto sull'Oglio (Cané o Canét, in dialetto alto mantovano) è un comune italiano di 4 386 abitanti della provincia di Mantova in Lombardia. L'originaria denominazione di Canneto si trasformò in quella attuale nel 1862.

## Origini del nome
Il nome di Canneto deriva dal latino canna palustre, da cui cannetum.

## Storia
Nel Medioevo Canneto fu conteso più volte tra i signori di Brescia, Milano, Cremona e Mantova. Passò definitivamente sotto i Gonzaga di Mantova, che nel 1508 riedificarono il borgo con il marchese Francesco II.
Il 27 giugno 1543 l'imperatore Carlo V era in viaggio da Busseto, dove incontrò papa Paolo III, verso Trento e si intrattenne nel Castello di Canneto con Ferrante Gonzaga, con il cardinale Ercole Gonzaga e con Margherita Paleologa, per legittimare a suo figlio Francesco la duplice investitura nei titoli di Duca di Mantova e Marchese del Monferrato, oltre a concordare le sue future nozze con Caterina, nipote dell'imperatore. Questi nell'occasione incoronò d'alloro il poeta e letterato mantovano Giampietro Penci.

### Simboli
Lo stemma del comune di Canneto sull'Oglio è stato riconosciuto con decreto del capo del governo dell'8 settembre 1942.
Il gonfalone, concesso con regio decreto del 21 giugno 1942 è un drappo di azzurro.

## Monumenti e luoghi d'interesse
- Museo civico
- Ecomuseo Valli Oglio Chiese
- Torre civica
- Monumento e casa di don Enrico Tazzoli
- Chiesa parrocchiale di Sant'Antonio Abate
- Chiesa della Pieve
- Necropoli di Carzaghetto
- Teatro Comunale Mauro Pagano

## Società

### Evoluzione demografica
Abitanti censiti

## Economia

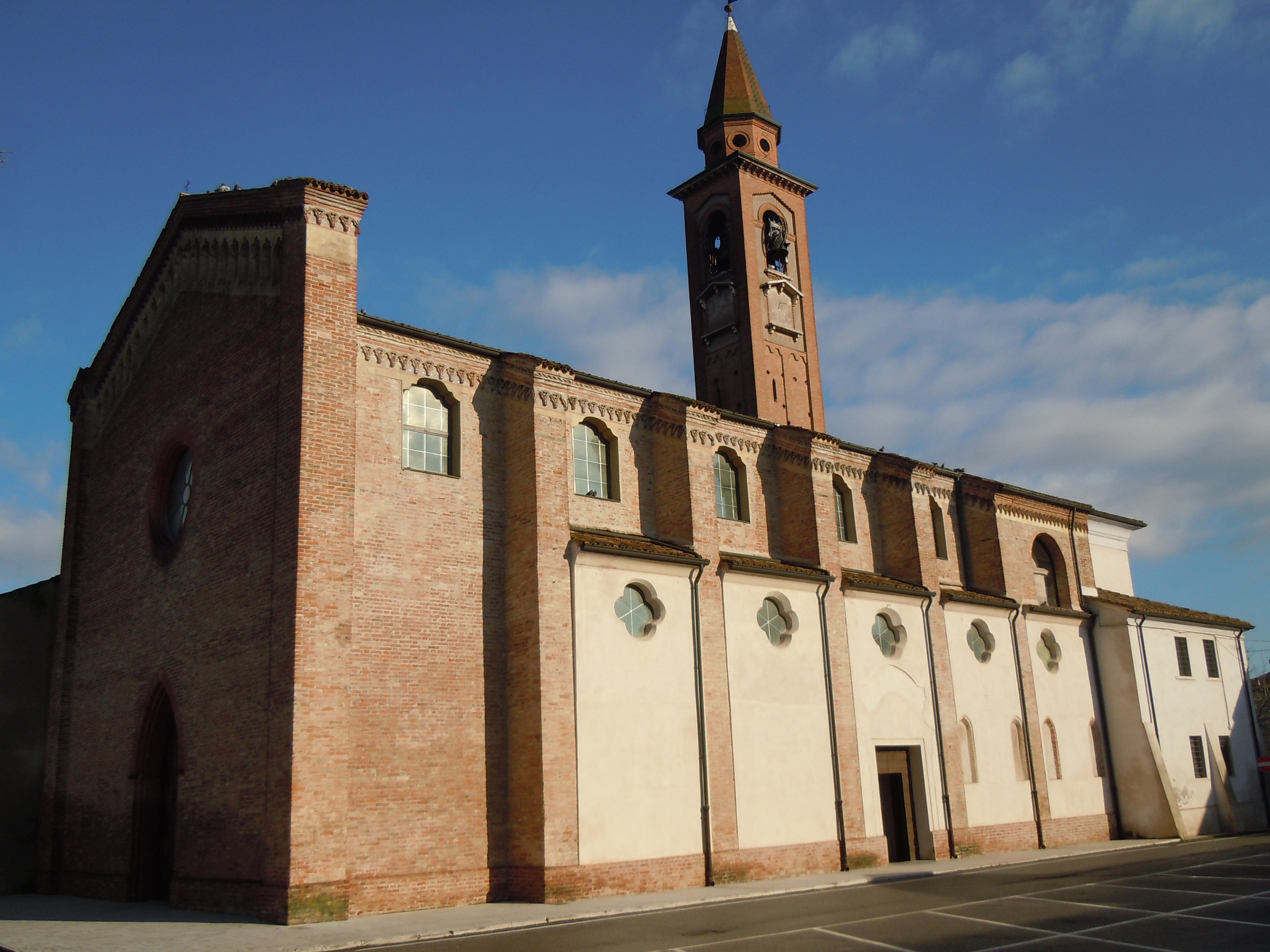
Chiesa di Sant'Antonio Abate

La principale attività del paese è la produzione vivaistica di piante a foglia larga, a cui è destinata buona parte dei terreni agricoli comunali.
La produzione vivaistica già nell'ultimo decennio del XIX sec. occupava la sponda sinistra del fiume Oglio per circa 3 Km, in terreni costituiti di sabbie finissime o misti a sabbie ed in golena del vicino fiume Chiese. Questi vivai occupavano complessivamente più di 120 ettari di superficie appartenenti a circa 50 proprietari che oltre a condurre direttamente i terreni, ne cedevano parzialmente a fittavoli e mezzadri.
Attualmente a Canneto sull'Oglio e nei comuni confinanti si è venuto a costituire il "Distretto Vivaistico Cannetese" che, su terreni estesi circa 2.500 ettari, produce una fatturato annuo intorno ai 150 milioni di euro.
Negli ultimi decenni del XX secolo Canneto sull'Oglio era conosciuto per essere sede del distretto industriale del giocattolo. Tra le altre aziende fino agli anni duemila era attiva la Furga, una fabbrica che produceva inizialmente ceramiche, riconvertitasi alla produzione di bambole. Di tale produzione divenne un marchio di livello internazionale, fino a quando fu assorbita dalla Grazioli e successivamente cessò l'attività nel 2005.
Questo passato industriale è testimoniato dalla "Collezione del giocattolo Giulio Superti Furga", nata nel 1984 e conservata in stanze del Palazzo Municipale. In seguito a successive ulteriori donazioni e prestiti la collezione fu esposta dal 1994 nel Museo civico di Canneto sull'Oglio.
Il 25 settembre 2021 ha cominciato a produrre energia elettrica un mini impianto idroelettrico voluto dal Consorzio di bonifica Garda Chiese che sfrutta il dislivello esistente nel sistema idrico che si getta nell'alveo del fiume Oglio. L'opera ha anche una valenza storica in quanto ha riattivato un vecchio mulino che fu utilizzato a partire dal 1898 per produrre energia, anche per la pubblica illuminazione, su progetto e impulso di Hermann Einstein, padre di Albert Einstein.

## Infrastrutture e trasporti
La stazione di Canneto sull'Oglio, posta lungo la ferrovia Brescia-Parma, è servita da treni regionali eserciti da Trenord e cadenzati a frequenza oraria nell'ambito del contratto di servizio stipulato con la Regione Lombardia.